# Tears in the Morning
«Tears in the Morning» es una canción escrita por Bruce Johnston y grabada junto a The Beach Boys. Fue publicado primero como sencillo, y después incluida en el álbum Sunflower de 1970.

## Características
"Tears in the Morning" es una historia melodramática de una amor destrozado cantada hábilmente por Bruce Johnston, también en algunas partes canta Mike Love. La canción tiene una sección de cuerdas al estilo de Broadway, y una percusión parisiana, está inspirada en las composiciones orquestales de Frank Sinatra y Nelson Riddle, para las películas Can-Can y Pal Joey. El enfoque raro de pop-rock moderno es rescatado por la claridad en la producción de las canciones en Sunflower, lo que hace diferencia entre lo ordenado de esta pista con el misterioso zumbido de reverberación fantasmal en "All I Wanna Do". Brian Wilson ha dicho que: "'Tears in the Morning' es preciosa".

## Publicaciones
La canción "Tears in the Morning" apareció en el álbum Sunflower de 1970, también fue incluida en el álbum compilatorio The Greatest Hits - Volume 3: Best of the Brother Years 1970-1986 de 2000 como también en Platinum Collection: Sounds of Summer Edition de 2005.

## Sencillo
Fue editada en sencillo con «It's About Time» como lado B. El sencillo no tuvo éxito ni en los Estados Unidos ni en el Reino Unido, pero si llegó al puesto n.º 6 en Países Bajos.

## Influencia
La banda noruega Thulsa Doom grabó en el 2005 una versión de "Tears in the Morning", y la incluyeron en su álbum Keyboard, Oh Lord! Why Don't We?.